# Абреу, Жуан
Жуа́н Пе́дру Абре́у де Оливе́йра (порт. João Pedro Abreu de Oliveira; род. 6 января 1996, Швейцария) — швейцарский футболист, играющий на позиции полузащитника.

## Клубная карьера
Абреу является воспитанником «Люцерна», хотя проехал все ведущие детские и юношеские команды страны. Окончил академию в 2015 году. 18 июля 2015 года дебютировал в швейцарском чемпионате поединком против «Сьона», выйдя на замену на 83-й минуте вместо Клаудио Лустенбергера. Всего в дебютном сезоне провёл 16 встреч, во всех выходил на замену.

## Карьера в сборной
Игрок юношеских сборных Швейцарии. Принимал участие в отборочных частях к юношеским чемпионатам Европы. Участник чемпионата Европы 2013 года среди юношей до 17 лет, принимал участие во всех трёх матчах на турнире, где швейцарцы не смогли выйти из группы.

## Достижения
«Люцерн»
- Бронзовый призёр чемпионата Швейцарии: 2015/16